# Xanthopimpla enderleini
Xanthopimpla enderleini là một loài tò vò trong họ Ichneumonidae.